# Група (алгебра)
Вижте пояснителната страница за други значения на Група.
Група е вид алгебрична структура, която представлява едно от най-основните понятия в математиката. Например множеството от ротации на един правилен n-ъгълник е група с n елемента. Пример за по-сложна група е множеството от трансформациите на куба на Рубик. Всяка група е снабдена с операция, която на всеки две трансформации съпоставя тяхната композиция.
За да могат групите да се изучават в най-голяма общност, те се дефинират аксиоматично без да се конкретизира върху кой обект действат. Група, това е множество снабдено с операция, която на всеки два елемента съпоставя трети, и която изпълнява определени аксиоми. Груповата операция трябва да е асоциативна, да има неутрален елемент и всеки елемент на групата трябва да има обратен. Множеството на целите числа заедно с операцията събиране е друг пример за група.

## Дефиниция
Множеството G заедно със зададена в него бинарна операция · се нарича група и се означава с (G, ·), ако изпълнява следните аксиоми:
1. асоциативност: за всеки три елемента a, b и c от G е в сила равенството (a · b) · c = a · (b · c).
2. съществува единичен елемент: в G съществува елемент e, такъв, че за кой да е елемент a от G е в сила равенството e · a = a · e = a.
3. наличие на обратен елемент: за произволен елемент a от G, съществува елемент b от G, наричан обратен на a, така че е в сила равенството a · b = b · a = e.

Множеството G със зададената в него бинарна операция ·, удовлетворяващо само първите две аксиоми се нарича моноид.
Така, групата може да бъде определена като моноид, в който всеки елемент е обратим.
Да отбележим, че свойството a · b = b · a (често наричан комутативен закон) не е задължително да е в сила.
Група G, за която това равенство е изпълнено за всеки два елемента a, b от G, се нарича комутативна или абелева група.